# マフラ国立宮殿

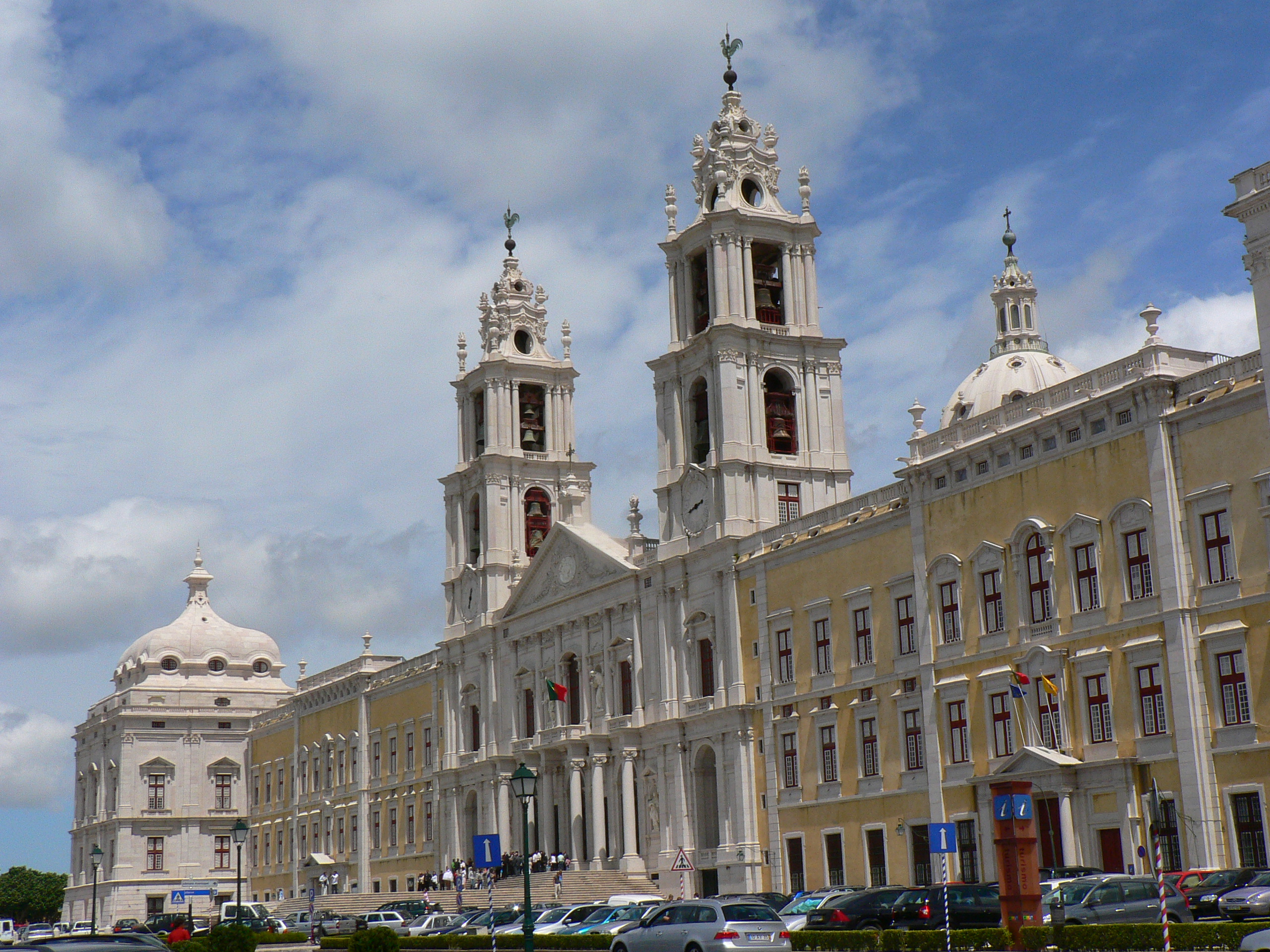
マフラ国立宮殿、正面ファサード

マフラ国立宮殿（まふらこくりつきゅうでん、ポルトガル語: Palácio Nacional de Mafra）は、ポルトガル西岸部の都市、マフラに位置するバロック建築の宮殿の名称。フランシスコ会の修道院としても機能する建物は、嘗てポルトガルにおいてジョアン5世が国王として君臨していた18世紀に、彼の妻であるマリア・アナがもしも王位の次代を継ぐことになる子孫をもうけることができたならば、修道院を作るとする誓約の結果として建設されたものである。その後1711年に王女となる娘のバルバラを授かり、王を宮殿の建築へと向かわせた。
宮殿はポルトガルで最も豪華なバロック建築の一つに数えられる。建物はバシリカで占める中央部の中心線から左右対称に建てられ、正面ファサードから2つの大きな塔まで長く続いている。修道院そのものの組織は正面ファサードの背後に位置している。また建物は4万冊の珍奇な図書を収容する大きな図書館を含むほか、彫刻学校の場として機能している。内部バシリカは複数のイタリア製の像と、6つのパイプオルガン、そして92個の鐘で構成されるカリヨンで彩られている。

## 建設
宮殿の建設は1717年11月17日に始まり、当初は13人のフランシスコ会托鉢修道士が活動できる修道院のみを建設するという小さな計画であったが、当時植民地であったブラジルからリスボンへ金が到着し始めると、ジョアン5世国王と彼の建築家でありイタリアで建築の勉強をしたヨハン・フリードリヒ・ルートヴィヒが建設の計画を変更し、当初計画されていた修道院に加えてそれを覆う豪華な宮殿様式の建物を建設すると発表した。建設は13年もの歳月を要し、国全体から計52000人に及ぶ労働者を動員した。最終的に建物はフランス、フランドル、イタリアから持ち出されたパイプオルガンと2つのカリヨンを含む異国情緒的な木々と数え切れないほどの芸術の数々、大理石で美しく飾られた風格ある宮殿建築や4万冊の蔵書を誇る図書館に加えて、330人の托鉢修道士を収容可能な修道院となった。修道院は国王の生誕41周年記念に当たる1730年10月22日に開所式が行われ、8日間にも及ぶ祝祭の催しが開かれた。

## 歴史

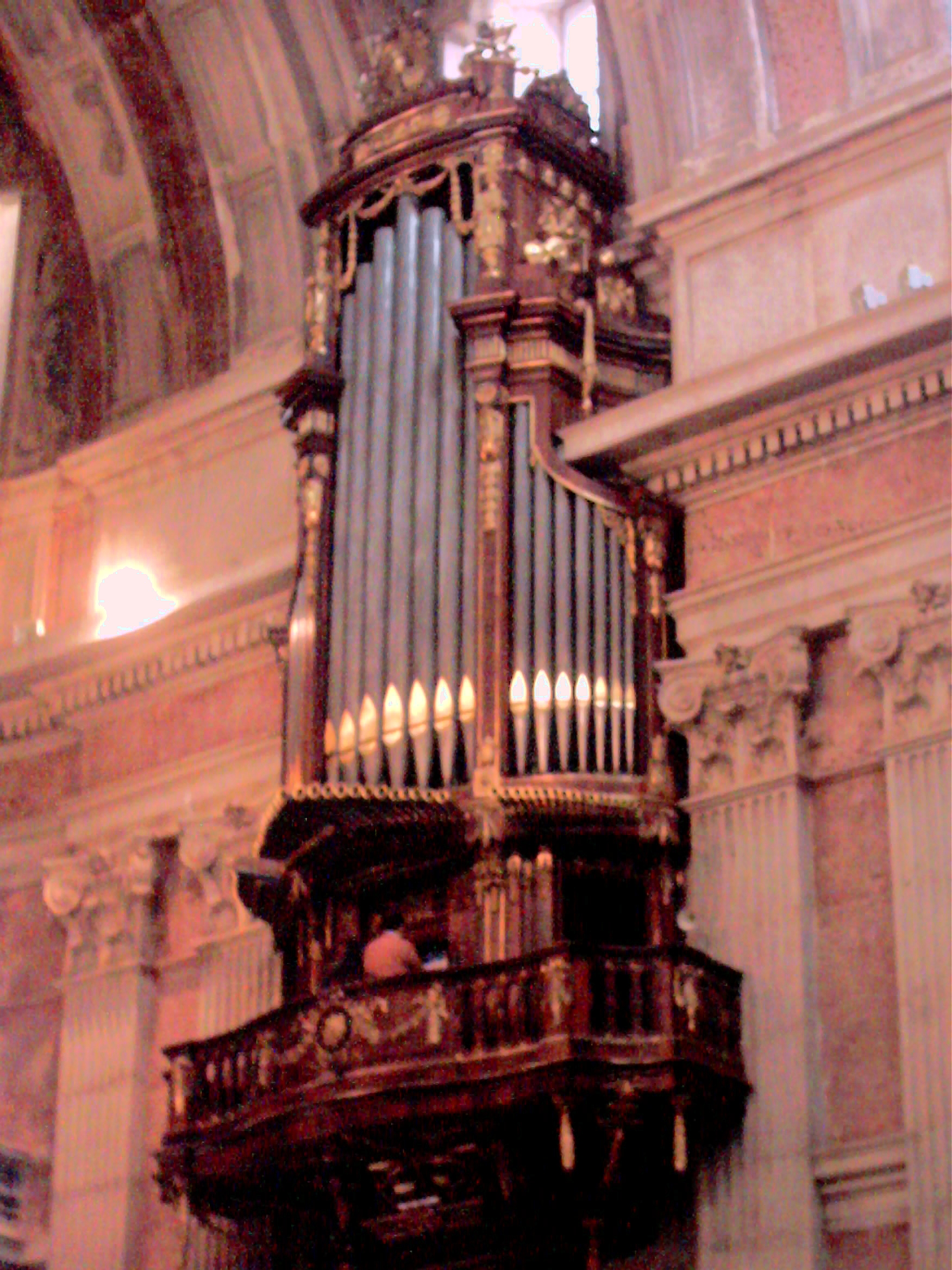
宮殿内にあるパイプオルガンの一つ。

宮殿は王権によって永久に占有されていたわけではなかったにもかかわらず、宮殿近隣の狩猟用野生動物保護区であるマフラ国有林でよく狩猟を楽しんでいた王家の一族にとって評判の良い目的地であった。19世紀のジョアン6世の統治下において宮殿は国王が居住し、また建物の部分的な改築の責任も負った。しかし1808年に起こったスペイン独立戦争期にフランス軍がポルトガルに侵攻した際に、王室一族は建物から複数の高級な芸術品や家具を持ち出しブラジルへと退避した。
ポルトガル内戦後の1834年、女王マリア2世が修道会の解散を命じ修道院はフランシスコ会によって放棄された。その後ブラガンサ家最後の統治下において宮殿は、狩猟の行楽地として使用され続けていた。ポルトガル最後の国王であるマヌエル2世は宮殿を去り、その国外追放の途中でマフラ沿岸の村であるエリセイラへ立ち寄っている。
宮殿は1907年にポルトガル国立史跡の一つとして公表された。今日において建物は、正面ファサードの保護などを含んだ複数の修復計画を実施する、ポルトガル国家建築遺産協会により保存されている。これにあたってパイプオルガンの専門的修復が1990年代から各国の専門家らとともに始められ、3番目と4番目のオルガンが目下修復されている。

## 伝説
宮殿に関しては幾つかの伝説が残っている。最もよく知られているのは人を食べることが出来るほどの大きなネズミが宮殿に住み着いているという伝説で、猫、犬、人などを食い殺すため夜な夜な出て歩くと伝えられている。この伝説の起源は宮殿直下に建てられた巨大な下水道設備が原因ではないかとする説もある。また、他の伝説として宮殿にはマフラからエリセイアまで繋がる秘密のトンネルが存在し、マヌエル2世が国外追放の際に使用してポルトガルに残っていたのではないかとする話もあった。
また、宮殿の位置と第5帝国の観念を取り巻く神話との間に疑わしい繋がりがあるのではないかとの説もある。

## 文学における宮殿
宮殿の建築について主に言及されているのは、ポルトガルのノーベル賞受賞作家であるジョゼ・サラマーゴ作の「修道院回想録―バルタザルとブリムンダ（Baltasar and Blimunda）」である。主人公であるバルタザルはマフラに生まれ、宮殿建築の労働者の一人として働くこととなる。サラマーゴは採石場から建物の場所までの巨大な石の輸送場面を含め、宮殿建築の過程を詳細に描写し、建築労働を宮殿建築に携わった労働者への拷問であったとして描いている。

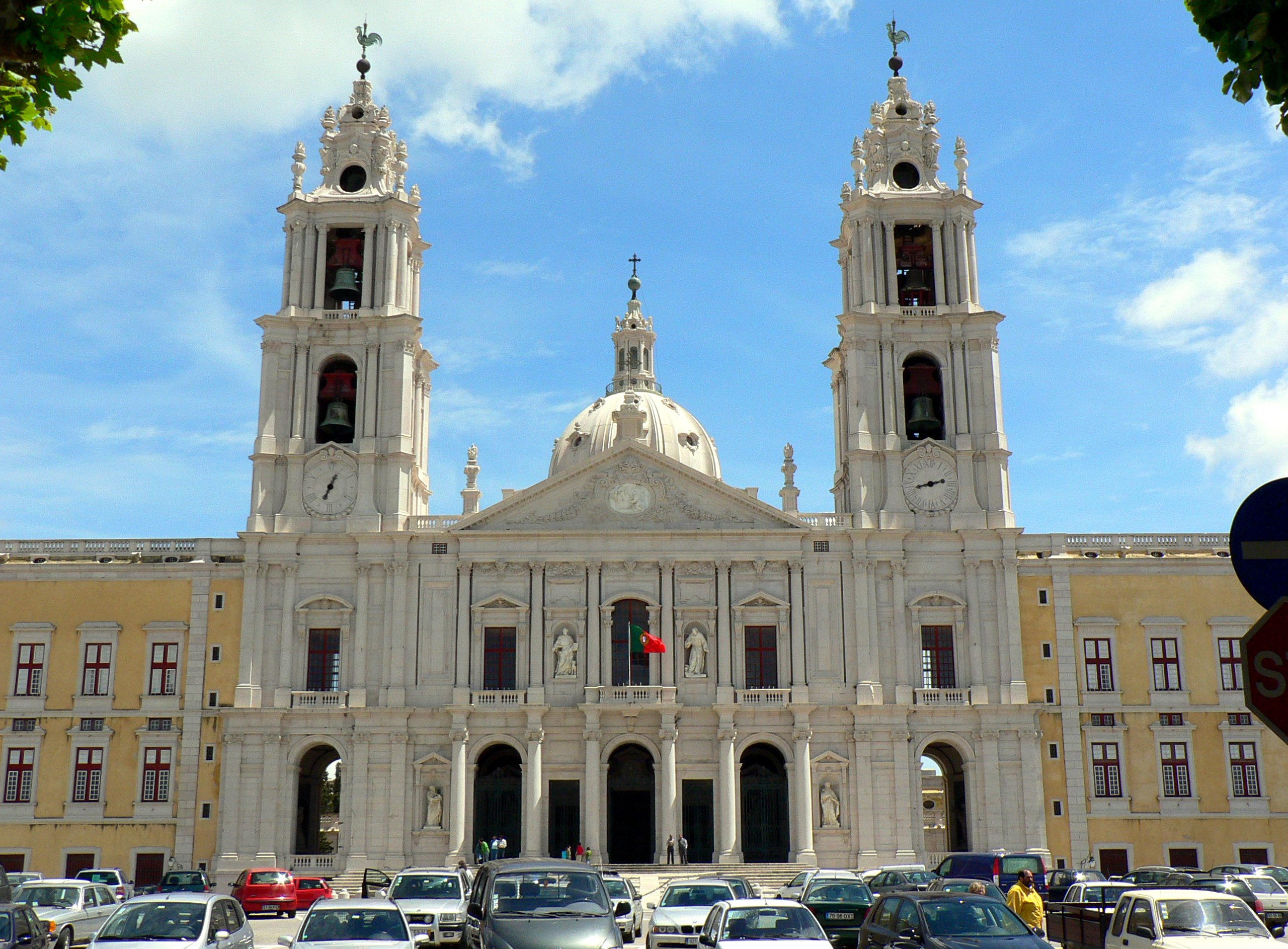
左右対称のデザインが印象的な宮殿正面。正面入り口を入るとバシリカ式教会堂の内部建築が見られる。